# Slowly (приложение)
Slowly — приложение-геосоциальная сеть, позволяющее пользователям обмениваться отложенными сообщениями или «письмами». Время, необходимое для доставки сообщения, зависит от расстояния между отправителем и получателем.

## История

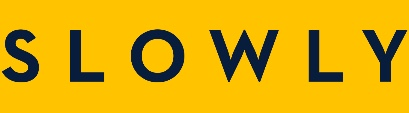
Товарный знак

Slowly был выпущен для iOS в 2017 году и годом позже для Android. Приложение было признано «Приложением дня» в App Store более чем в 30 регионах мира. Оно также было признано магазином приложений Google Play «Лучшим прорывным приложением» 2019 года. К январю 2019 года количество пользователей приложения достигло 1 миллиона пользователей.
Веб-версия Slowly была запущена с версией 5.0, в середине сентября 2019 года. В 2020 году в версии 6.0, в приложение были добавлены такие функции, как Тёмная тема, возможность обмениваться аудио и отправка писем, не влияющая на соотношение отправленных/полученных писем. Также была запущена функция платного членства под названием SLOWLY PLUS, которая позволяет участникам удваивать свои ограничения на количество друзей, исключенные темы и регионы, а также количество медиа, которые можно отправить за один день.

## Использование
Чтобы начать работу, пользователям необходимо создать себе псевдоним и аватар. Зарегистрированные пользователи могут либо вручную просматривать профили других пользователей, либо позволить «автоматическому подбору», с использованием алгоритмов, найти собеседника. Slowly позволяет пользователям искать людей, используя различные фильтры, такие как общие интересы или люди из определённых стран. Приложение устанавливает несколько «Местных правил», с которыми необходимо согласиться, прежде чем пользователь сможет использовать приложение. «Письма», «медленно» достигают места назначения от 30 минут до 60 часов, в зависимости от того, насколько далеко друг от друга живут отправитель и получатель. Slowly также позволяет коллекционировать виртуальные марки, которые позже могут быть прикреплены к «письмам» перед их отправкой.
Большое количество марок также можно получить бесплатно в особые дни (праздники, международные дни и т. д.) или купить в «Магазине марок» приложения и оплатить с «Монеты SLOWLY». Эти монеты можно приобрести за валюту пользователя или получить в качестве бесплатного вознаграждения за просмотр короткой рекламы в приложении. Сообщения также могут включать фотографии и аудио с согласия получателя.
Пользователи Slowly также могут использовать «Веб-версию», которая работает в браузере на их ПК или ноутбуке. Люди, впервые посещающие сайт, могут войти в систему с помощью QR-кода, созданного с помощью веб-версии и отсканированного их приложением Slowly на их мобильном устройстве. Веб-клиент обеспечивает более простое и быстрое написание, и его обычно предпочитают пользователи, составляющие более длинные «письма».

## См. Также
- Друг по переписке

## Примечание
1. 1 2  Write To A New Friend : App Store Story (амер. англ.). App Store. Дата обращения: 6 августа 2020. Архивировано 15 июля 2022 года.
2. 1 2 3  James, Lauren. The Hongkongers trying to make messaging more meaningful (англ.). South China Morning Post (10 июня 2019). Дата обращения: 6 августа 2020. Архивировано 9 июня 2019 года.
3. ↑  We're bringing the traditional pen friend experience to your smartphone. (амер. англ.). SLOWLY (14 февраля 2017). Дата обращения: 6 августа 2020. Архивировано 15 июля 2022 года.
4. ↑  SLOWLY - Make Global Friends (амер. англ.). App Store. Дата обращения: 4 ноября 2022. Архивировано 4 ноября 2022 года.
5. ↑  SLOWLY - Make Global Friends - Apps on Google Play (англ.). play.google.com. Дата обращения: 4 ноября 2022. Архивировано 15 июля 2022 года.
6. ↑  Bhagat, Hitesh Raj. Slowly review: The app lets you revive the pen-friend experience. The Economic Times. Архивировано 15 июля 2022. Дата обращения: 7 августа 2020.
7. 1 2  James, Lauren. The Hongkongers trying to make messaging more meaningful (англ.). South China Morning Post (10 июня 2019). Дата обращения: 6 августа 2020. Архивировано 9 июня 2019 года.{{cite web}}: CS1 maint: url-status (link)
8. ↑  Team, Slowly. What's new on Slowly? (англ.). Medium (20 декабря 2018). Дата обращения: 6 августа 2020. Архивировано 15 июля 2022 года.
9. ↑  From puzzles to poster-making: 2019's Google Play Award winners (англ.). Google (7 мая 2019). Дата обращения: 6 августа 2020. Архивировано 15 июля 2022 года.
10. ↑  SLOWLY. Slowly just reached 1 million users! 😎 (англ.). Facebook (11 января 2019). Дата обращения: 14 ноября 2020.
11. ↑  Release Notes (амер. англ.). SLOWLY – Write a letter to the world!. Дата обращения: 19 августа 2020. Архивировано 15 июля 2022 года.
12. ↑  'Kind Words' is the rare social network where everyone is nice (англ.). Engadget. Дата обращения: 7 августа 2020. Архивировано 21 июня 2020 года.
13. ↑  Rizvi, Faiza. Slowly: Writing Letters To People In An Age Of Instant Messaging (амер. англ.). StreetBuzz (2 октября 2019). Дата обращения: 6 августа 2020. Архивировано из оригинала 2 августа 2021 года.
14. ↑  Afar, Friends Near and. A Laptop is the Best & Easy way to use Slowly (англ.). Friends Near and Afar (24 мая 2020). Дата обращения: 20 сентября 2022. Архивировано 20 сентября 2022 года.